# Joseph Guillemot
Joseph Guillemot (Le Dorat, 1 de octubre de 1899 - París, 9 de marzo de 1975) fue un corredor y campeón olímpico francés.

## Vida y carrera

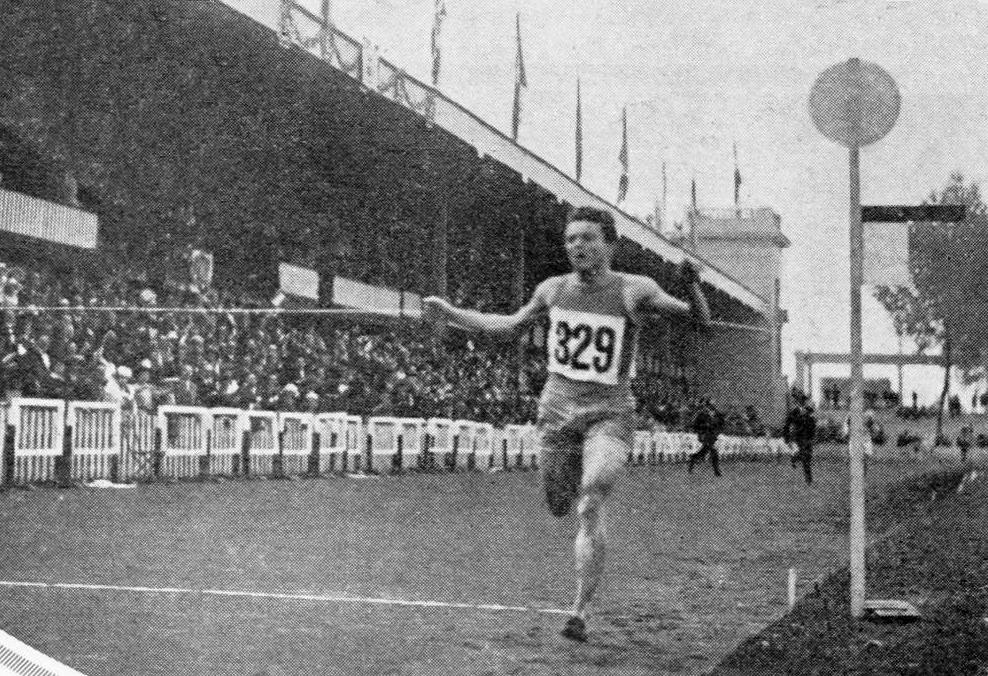
Guillemot llegando a la meta de los 5000 m en Amberes 1920

Tras pasar su adolescencia, Guillemot combatió en la Primera Guerra Mundial, donde sufrió heridas severas en los pulmones a causa del gas mostaza. Extrañamente, su corazón se encontraba localizado en el lado derecho de su pecho. Pese a todo ello, poseía gran capacidad aeróbica, y con sus 1,60 m de estatura y 54 kg, venció en todos los campeonatos de campo a través de su regimiento.
En 1920, conquistó el título de los 5000 m del campeonato francés, y se calificó para disputar en los Juegos Olímpicos de Amberes. En estos juegos, el principal favorito de esta prueba y de todas las pruebas de fondo y media-distancia era el velocista finés Paavo Nurmi. En esta prueba, Nurmi usó como estrategia comenzar la prueba en un ritmo fuerte, para cansar a sus principales rivales suecos, Erick Backman y Runar Falk, sin tener en cuenta a Guillemot, que entonces no era una figura internacional. A mitad de la carrera Nurmi aumentó el ritmo y Guillemot tuvo dificultades para seguirle. En la última vuelta, el finés comenzó a perder fuerza y fue pasado por el francés por fuera, los dos corrieron hombro con hombro hacia la meta. Sin más fuerzas para un remate final, Nurmi cruzó la meta cuatro segundos después de Guillemot, convirtiéndose en campeón olímpico de los 5000 metros.
Al día siguiente se disputó una de las pruebas más largas de fondo, los 10 000 m, pero fue adelantada tres horas de forma excepcional a petición del rey Alberto I de Bélgica. Guillemot fue informado del cambio después de acabar de hacer una copiosa merienda, motivo por el cual disputó la prueba con calambres en el estómago y corrió con un zapato mayor a su número (los suyos habían sido robados); en esa prueba obtuvo la medalla de plata, siendo el ganador Nuurmi.
Tras los Juegos Olímpicos de 1920, en 1922 venció el Campeonato Internacional de campo a través, hoy Mundial, en la categoría individual, y llevó al equipo francés a la victoria por equipos en 1922 y 1926. Guillemot venció el campeonato francés en los 5000 m en tres ocasiones, pero no disputó los Juegos de París en 1924, debido a discordancias con la Federación Francesa de Atletismo. En su carrera, también conquistó dos récords mundiales en distancias no olímpicas, en los 2000 y los 3000 metros.
Fumador de una cajetilla de cigarrillos por día, murió a los 75 años, en París en 1975.